# Чириљано
Чириљано (итал. Cirigliano) је насеље у Италији у округу Матера, региону Базиликата.
Према процени из 2011. у насељу је живело 329 становника. Насеље се налази на надморској висини од 649 м.

## Становништво
Према резултатима пописа становништва 2011. у општини је живело 361 становника.
| 1951. | 1961. | 1971. | 1981. | 1991. | 2001. | 2011. |
| ----- | ----- | ----- | ----- | ----- | ----- | ----- |
| 1.256 | 1.232 | 1.001 | 657   | 532   | 445   | 361   |